# میگل فرناندز (بازیکن فوتبال)
میگل فرناندز (انگلیسی: Miguel Fernández؛ زادهٔ ۱۲ اوت ۲۰۰۰) بازیکن فوتبال است.